# Список нереализованных проектов Фила Лорда и Кристофера Миллера

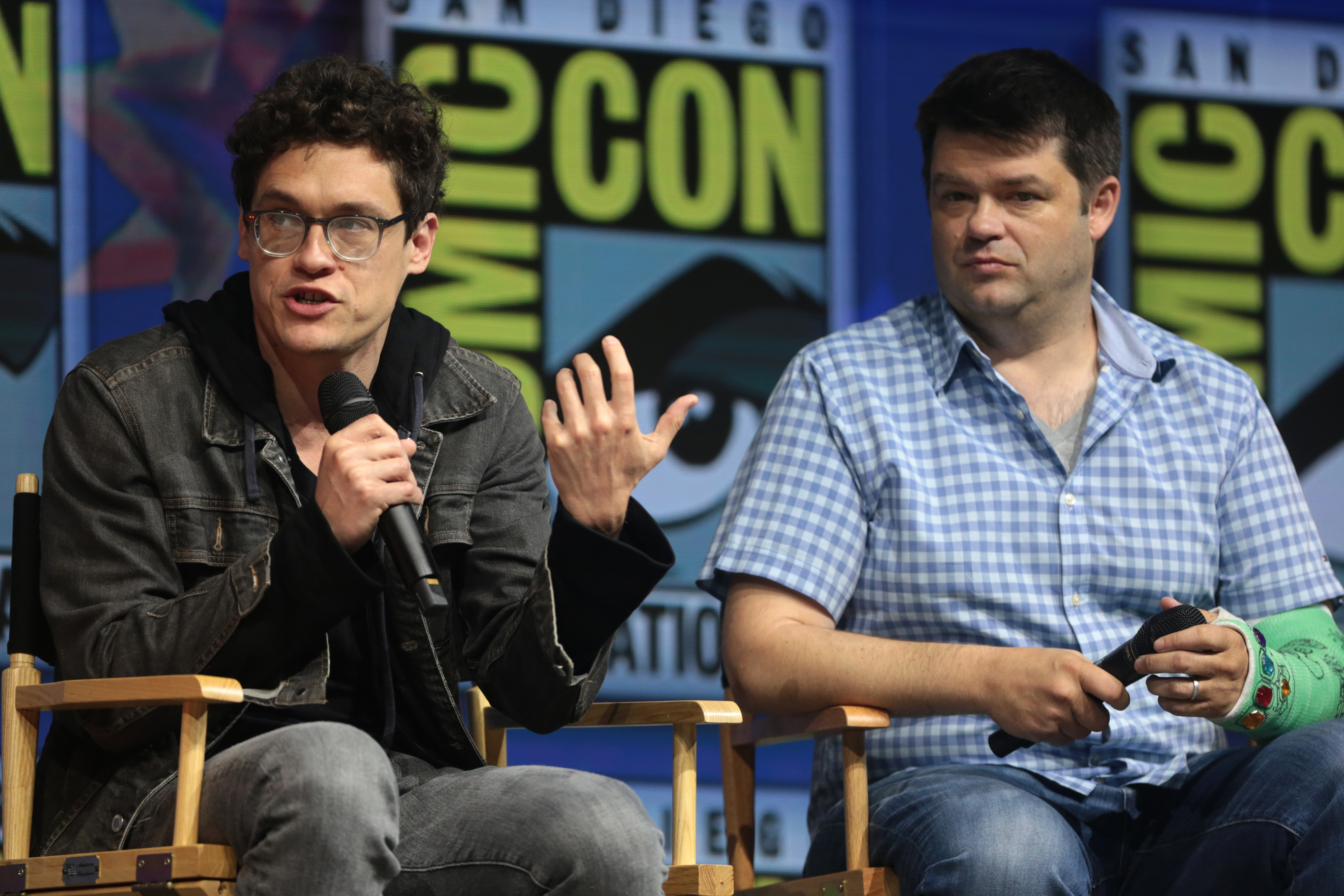
Лорд (слева) и Миллер (справа) на San Diego Comic-Con International в 2018 году

Ниже представлен список нереализованных проектов Фила Лорда и Кристофера Миллера в хронологическом порядке. Во время своей карьеры Лорд и Миллер работали над несколькими проектами, которые не продвинулись дальше стадии пре-производства под их режиссурой. Некоторые из них были официально отменены или оказались в производственном аду.

## 2010-е

### Безымянный фильм обОхотниках за привидениями
В апреле 2014 года Sony составила список потенциальных режиссёров для фильма «Охотники за привидениями 3», в который вошли Фил Лорд и Крис Миллер, однако они не попали в проект.

### Перезапуск «Величайшего американского героя»
В августе 2014 года Лорд и Миллер были привлечены к работе над перезапуском сериала «Величайший американский герой» для Fox. Они должны были стать исполнительными продюсерами наряду с Родни Ротманом, который являлся сценаристом пилотного эпизода. В 2017 году Лорд, Миллер и Ротман выбыли из проекта, поскольку компания 20th Century Fox Television решила вместо этого создать под женским началом перезапуск сериала «Трудности ассимиляции» с шоураннером Нахнатчкой Кхан и выпустить проект на телеканале ABC. Тем не менее, в 2018 году ABC решил не приобретать права на шоу.

### «Мачо и ботан 3» / «Люди в чёрном 23»
10 сентября 2014 года был подтверждён фильм «Мачо и ботан 3». Ченнинг Татум был привлечён к производству и сказал: «Не знаю, дойдёт ли шутка в третий раз, так что посмотрим». 7 августа 2015 года было объявлено о том, что Лорд и Миллер не будут режиссировать фильм, но зато напишут сценарий и выступят продюсерами. Первый драфт сценария уже был написан. 10 декабря 2014 года стало известно о возможном кроссовере между франшизами «Мачо и ботан» и «Люди в чёрном». Данная новость появилась после взлома серверов Sony Pictures Entertainment, а после Лорд и Миллер подтвердили её во время интервью. Джеймс Бобин был объявлен режиссёром в марте 2016 года. Позднее кроссовер получил название «Люди в чёрном 23» и стало известно, что он будет выпущен вместо «Мачо и ботана 3». Проект был отменён в январе 2019 года. Вскоре после этого Фил Лорд заявил о том, что, несмотря на отмену «Людей в чёрном 23», в разработке находился третий сиквел под названием «Мачо и ботан 4»

### Женский ремейк «Мачо и ботана»
В начале 2015 года ходили слухи о ремейке «Мачо и ботана» с женским актёрским составом. В декабре 2016 года Родни Ротман был подтверждён как режиссёр. В декабре 2018 года Тиффани Хэддиш была выбрана на главную роль, а также обсуждалось участие Аквафины.

### «Флэш»
В апреле 2015 года Фил Лорд и Кристофер Миллер приступили к написанию сюжета фильма «Флэш» в рамках Расширенной вселенной DC. В октябре Сет Грэм-Смит стал одним из кандидатов на должность режиссёра и сценариста и должен был опираться на сюжет Лорда и Миллера. Он покинул проект из-за творческих разногласий в апреле 2016 года.

### «Хан Соло. Звёздные войны: Истории»
В январе 2017 года Лорд и Миллер приступили к режиссуре на тот момент безымянного спин-оффа серии фильмов «Звёздные войны» о персонаже Хане Соло. 20 июня, спустя четыре с половиной месяца съёмок, было объявлено о том, что руководство Lucasfilm отстранило их от работы над лентой. Lucasfilm заявили, что причиной стали «творческие разногласия», а издание Entertainment Weekly сообщило, что Лорд и Миллер отходили от сценария и делали больший упор на комедийную составляющую. Они не стали оспаривать решение Lucasfilm, отстаивая свою точку зрения. Спустя два дня Рон Ховард был объявлен новым режиссёром и должен был закончить фильм и переснять часть материала. Лорд и Миллер были указаны в титрах фильма «Хан Соло. Звёздные войны: Истории» как исполнительные продюсеры.
В ноябре 2017 года Лорд и Миллер прокомментировали своё увольнение. Лорд сказал: «Опыт работы над фильмом был невероятным. У нас были самые лучшие актёры, команда и коллеги. […] Мы очень гордимся проделанной нами работой и желаем всем только лучшего». Миллер добавил: «Как сказал Фил, у нас были отличные отношения с актёрами и командой, мы очень болели за них. После столь необходимого перерыва мы приступаем к работе над сиквелом „Лего. Фильма“ и продюсированию мультфильма о Человеке-пауке Майлзе Моралесе».